# 乌干达陆军元帅
乌干达陆军元帅是烏干達第二共和國伊迪·阿敏時期乌干达军队的最高军衔。

## 军衔历史
1975年7月17日，时任乌干达总统、乌干达陆军总司令伊迪·阿敏将国家最高军衔“陆军元帅”授予自己。官方程序其实是由国防委员会向阿明授予军衔，但他自己就是国防委员会主席，所以实际上就相当于自己给自己封了个元帅。授衔当天，穆斯塔法·阿德里西少将在首都恩德培的议会大厦举行的集会上给令伊迪·阿敏戴上了军衔证章。

## 目前状况
截至2023年，乌干达最高军衔持有者是烏干達总统约韦里·穆塞韦尼，但这一最高军衔是上将。2021年，乌干达国防部部长查尔斯·恩戈拉曾提议也让穆塞韦尼晋升为陆军元帅。乌干达人民防卫军方面宣布，待到下次晋升时，穆塞韦尼就将获得陆军元帅军衔。